# 金山县 (隋朝)
金山县，中国古县名。
原为曲阿县辖境，隋末民变时，乡人自立金山县。隋亡，沈法兴又置琅琊县，李子通以琅琊置茅州，以金山县隶之。唐朝政府，将之隶蒋州。武德八年（625年），省入延陵县。垂拱四年（688年）复置，因重名，遂取“勾曲之山、金坛之陵”，更名为金坛县，属润州。县名一直未变，但境域和隶属关系多有变动。